# Giulio Vitelli
(Pompeo Litta Biumi)
Giulio Vitelli (Città di Castello, 1458 – Città di Castello, 1530) è stato un vescovo cattolico e condottiero italiano.

## Biografia
Figlio illegittimo di Niccolò Vitelli, Giulio nasce nel 1458 a Città di Castello, in Umbria. Appartenente all'illustre casato dei Vitelli, viene nominato, nel 1491, Prevosto della cattedrale della sua patria, per diventare poi il vescovo della stessa città nel 1499, nominato da Alessandro VI. Ma la sua attività di vescovo non gli impedì di compiere quella di condottiero, che esercitò durante tutto l'arco della sua vita, seguendo molte volte il fratello Vitellozzo nelle sue scelte. Infatti, nel 1502, è al suo fianco nella Rivolta di Arezzo con i fanti inviatigli dal Papa, ed è sempre al suo fianco durante la Congiura della Magione, quando i due, assieme ad altri capitani di ventura, complottano ai danni di Cesare Borgia, che ebbe la sua vendetta la notte di Capodanno del 1503, uccidendo Vitellozzo Vitelli. La sua azione ai danni del Duca Valentino (e quindi anche ai danni di Alessandro VI, essendo il papa padre del Duca), gli costò la revocazione del titolo di Vescovo di Città di Castello, e la costrizione a fuggire dalla città tifernate, cosa che fece raggiungendo prima Ravenna e quindi Venezia, dove viene accolto dal Doge Leonardo Loredan. Con la morte, il 18 agosto 1503, di Alessandro VI, si aprirono nuovi scenari politici: infatti, essendo defunto il potentissimo padre, a Cesare Borgia rimaneva ben poco della sua grandissima forza militare, e per questo Guidobaldo da Montefeltro si affrettò ad attaccare il Ducato di Urbino, di cui era erede, ma che gli era stato tolto dal Valentino. Il Vitelli partecipa così alle azioni militari del Montefeltro, assediando Montone, ma dopo l'intervento di Giampaolo Baglioni, è costretto a desistere rifiuta quindi di passare al soldo dei fiorentini per rimanere nelle file feltresche, con le quali assedia Faenza, con Dionigi Naldi. Dopo aver partecipato alla Battaglia del Garigliano (1503), è a Roma. Preposto con Vincenzo Naldi alla guardia di Treviglio, viene catturato dai francesi, per essere quindi rilasciato. Passa così nelle file di Francesco Maria I Della Rovere, con cui partecipa all'entrata in Ravenna e Rimini, per poi spostarsi a Modena prima e a Bologna poi, dove si occupa della difesa della città attaccata da Gian Giacomo Trivulzio. Viene costretto ad abbandonare la difesa da Annibale II Bentivoglio, ricevendo 3000 ducati per il suo valore militare. Nel 1512 si porta a Ravenna per difendere la città papale dai francesi con 200 uomini, ma, dopo la resa di Marcantonio Colonna, (1475-1522)  è costretto a respingere da solo gli attacchi di Federico Gonzaga (da Bozzolo). Rifiutata una prima proposta di pace fattagli da Jacques de La Palice, viene fatto prigioniero da Federico Sanseverino, ma riesce in maniera fortuita a far ritorno a Rimini, dove il Della Rovere lo incarica di riconquistare la perduta Ravenna: astutamente il Vitelli, decide di corrompere il castellano della città romagnola per 1000 ducati, facendo così entrare i suoi soldi all'interno; la sua strategia ha successo, con il Vitelli che rifiuta anche il pagamento promesso al castellano. Con la morte, nel 1513 di Giulio II, il Vitelli fu commissario apostolico di Papa Leone X a Gubbio. Ma la svolta per Giulio si ebbe nel 1517, quando Lorenzo de' Medici, duca di Urbino lo nominò Viceduca, prima di ritirarsi a vita privata a Città di Castello, dove morì nel 1530.